# Order Ferdynanda I
Order Ferdynanda I (rum. Ordinul Ferdinand I) – efemeryczne odznaczenie Królestwa Rumunii, nadawane w latach 1929–1937.

## Historia
Order został ustanowiony 10 maja 1929 za czasów pierwszego panowania króla Michała I przez księcia-regenta Mikołaja (1903–1978) ku czci dziadka Michała I, a ojca regenta, Ferdynanda I, i posiadał pięć klas według klasycznego schematu Legii Honorowej, od Wielkiego Krzyża do Krzyża Kawalerskiego oraz dodatkowo łańcuch. Nadawany był wyłącznie Rumunom za szczególne wojskowe czy cywilne zasługi w sprawie zjednoczenia wszystkich Rumunów w jednym państwie.
Liczba odznaczonych każdej klasy była ograniczona i wynosić mogła (nie licząc członków dynastii Hohenzollern-Sigmaringen):
- Łańcuch – 5 do 8 odznaczonych
- Krzyż Wielki – 10 do 15 odznaczonych
- Komandoria z Gwiazdą – 25 do 40 odznaczonych
- Komandoria – 40 do 60 odznaczonych
- Krzyż Oficerski – 50 do 75 odznaczonych
- Krzyż Kawalerski – 70 do 100 odznaczonych

W 1937 król Karol II Rumuński przeprowadził reorganizację systemu odznaczeń i Order Ferdynanda I przestano nadawać.

## Insygnia
Insygnia orderu to łańcuch, oznaka oraz gwiazda I i II klasy. Łańcuch składał się na przemian z krzyżów orderu i stylizowanych monogramów Ferdynanda I, splecionych w złote węzły. Oznaka była utrzymana w modnym wówczas stylu Art déco, był nią emaliowany na awersie na jasnozielono ośmioramienny krzyż z nałożonym nań greckim krzyżem z rozszerzonymi zakończeniami ramion o formie podwójnych, splecionych stylizowanych inicjałów „F”. Rewers był gładki, nieemaliowany. Gwiazda I i II klasy była srebrna, posiadała kształt rombu, i nosiła na sobie awers oznaki. Zawieszką oznaki była korona królewska. Order noszony był na ciemnoniebieskiej wstędze ze złotym paskiem w środku i w nim wąskim czerwonym paseczkiem, Wielki Krzyż z prawego ramienia na lewy bok.